# Franz Künzer
Franz Künzer (vollständiger Name: Franz Xaver Maria A. Künzer; * 27. Juni 1819 in Neiße, Landkreis Neisse; † 28. November 1881 in Breslau, Provinz Schlesien) war ein katholischer Theologe, Jurist und Reichstagsabgeordneter.

## Leben
Künzer besuchte das Gymnasium in Neisse und studierte an der Universität Breslau und der Universität München Katholische Theologie und Jura. Am 3. Juli 1842 empfing er die Priesterweihe und wurde Kaplan in Breslau (Leiter der Krankenpflege während des Hungertyphus in Oberschlesien 1848) und Oberkaplan in Berlin (Leiter der höheren Töchterschule für Katholiken). Anschließend war er Pfarrer in Schwiebus und Redakteur der Breslauer Volksblätter und des Berliner Kirchlichen Anzeigers. 1866 war er zwei Monate lang im Dienst der freiwilligen Krankenpflege in Böhmen. 1870 bis zur Kapitulation von Metz war er freiwillig beim Lazarett des 8. Armeekorps, dann bis März 1871 im Militärlazarett in Nancy. 1871 war er Kanonikus, Domkapitular und Domprediger am Breslauer Dom.
Er war Mitglied des Reichstages des Norddeutschen Bundes und von 1867 bis 1871 des Preußischen Abgeordnetenhauses für Glatz-Habelschwerdt. Von März bis zum 15. Juni 1871, als Künzer sein Mandat niederlegte, war er Mitglied des Deutschen Reichstags für die Deutsche Reichspartei für den gleichen Wahlkreis. Für ihn wurde am 11. September 1871 Ernst Strecke in den Reichstag nachgewählt.